# Круглик (Обухівський район)
Кру́глик —  село в Україні, в Обухівському районі Київської області. Населення становить 325 осіб.
Село знаходиться в оточенні Змієвих валів та Великого Ходосівського городища ранньої залізної доби. Це одне з трьох городищ-гігантів лісостепу України, пам'ятка археології національного значення. Його вал має вигляд підкови розмірами 4,5х3,0 км, довжину 10-12 км та висоту до 8 м. У деяких місцях під ним ще видно рів, що заплив землею. В часи Київської Русі вал городища був вбудований у систему останньої лінії оборони перед Києвом.
Напередодні Першої світової війни поряд з селом почалося прокладання залізничної колії від станції Жуляни в напрямку Мриги - Козин - Трипілля, про що нагадують рештки водопропускних споруд, розкидані по Чернечому лісу, а також один з будинків лісництва, який називають "Хотівським вокзалом". Місцеві краєзнавці повідомили, буцімто будівництво велося коштом цукрозаводчиків.
На річці греблями загачено великі ставки. Тут розташована база відпочинку ДП "Антонов". Неподалік села не до кінця зведено елітний котеджний комплекс «Маєток».
На краю села, всередині земляного валу Ходосівського городища, знаходяться фортифікаційні споруди — кулеметний ДОТ №151 та двоповерховий артилерійсько-кулеметний капонір №152 (№176), один з трьох артилерійських ДОТів Київського укріпрайону. Двома своїми 76-міліметровими гарматами зразка 1900 р. прострілював долину річки Сіверка і дорогу від хутора Круглик до Віти-Поштової. Вогнем кулемета з амбразури зі зворотного боку контролював міст на дорозі Іванковичі–Хотів. ДОТ був використаний при обороні Києва 4 серпня 1941 р. Всередині зберігся один з артилерійських лафетів конструкції Дурляхера Р. зразка 1912 р.

## Галерея

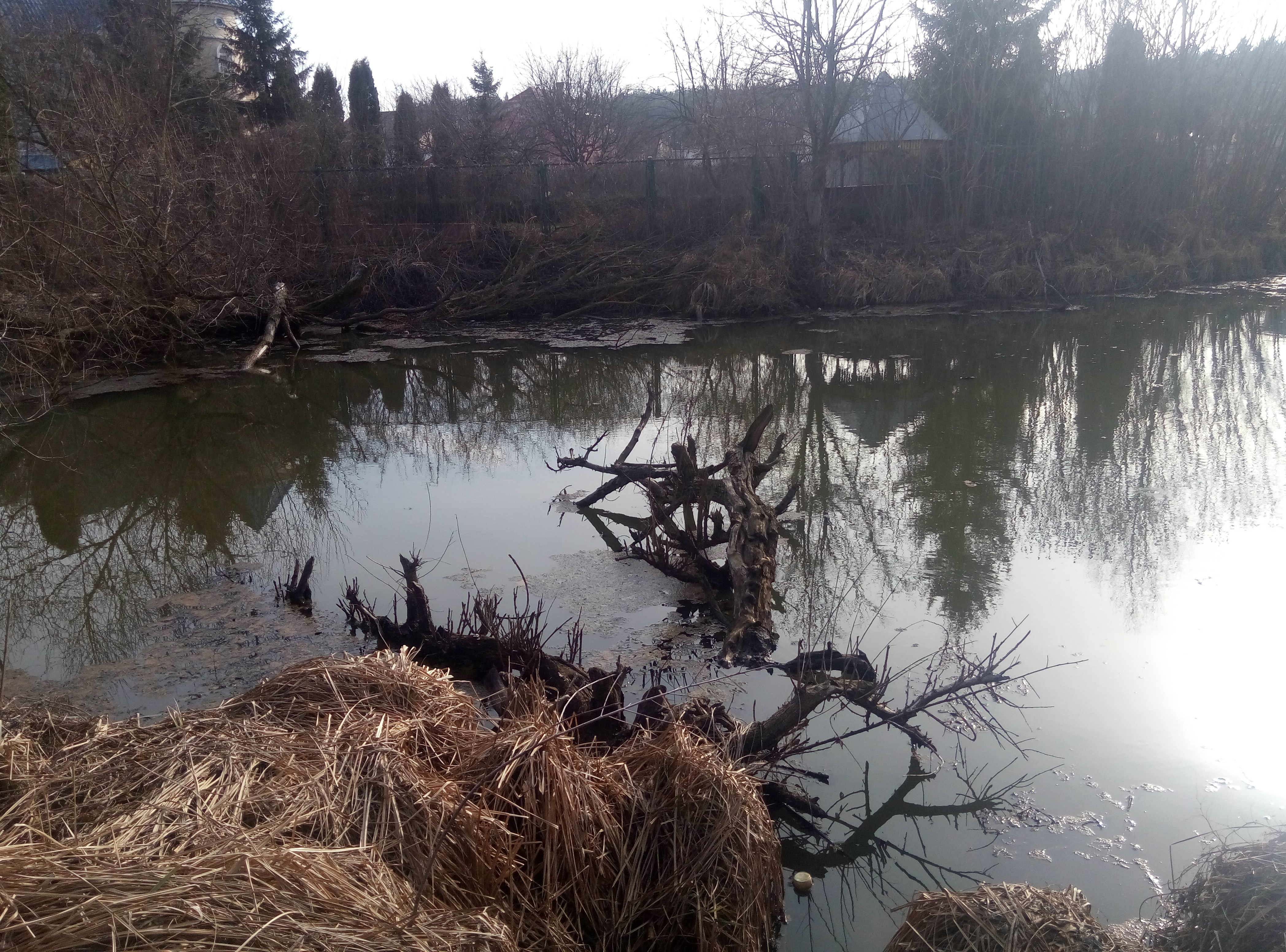
Озеро в селі Круглик (к. Скіф)
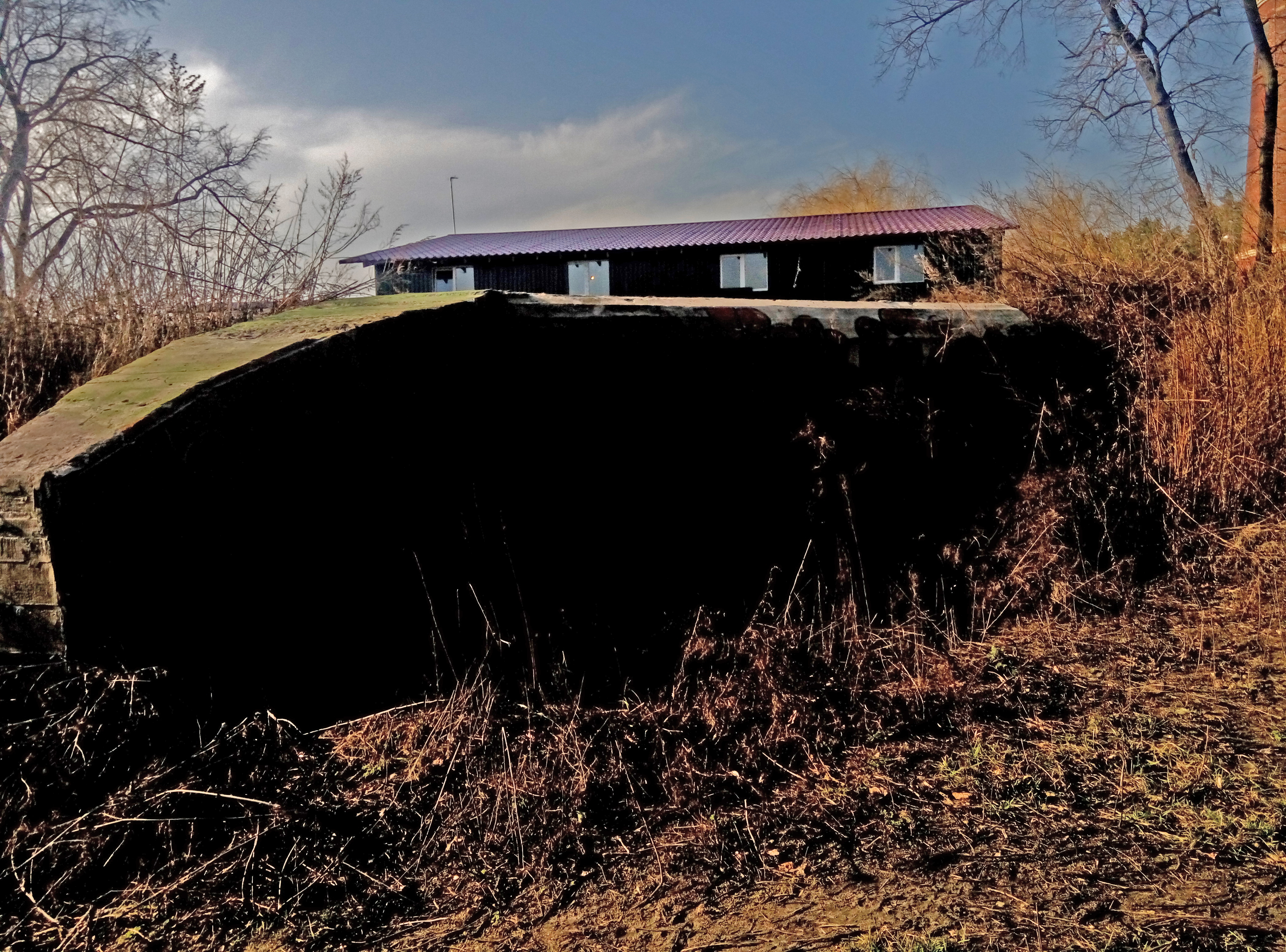
Дот 152 (березень 2016 року)
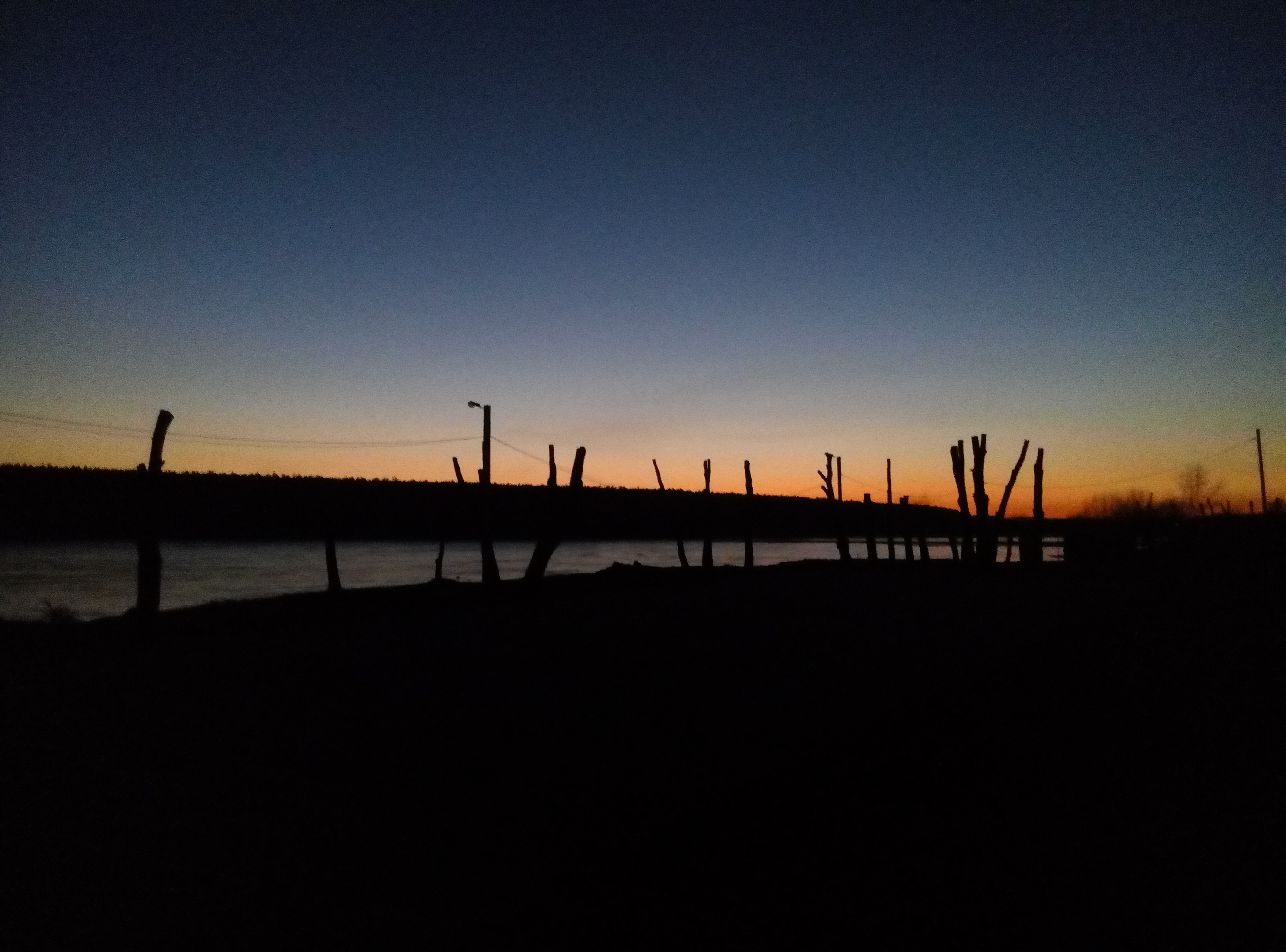
Друге озеро с. Круглик
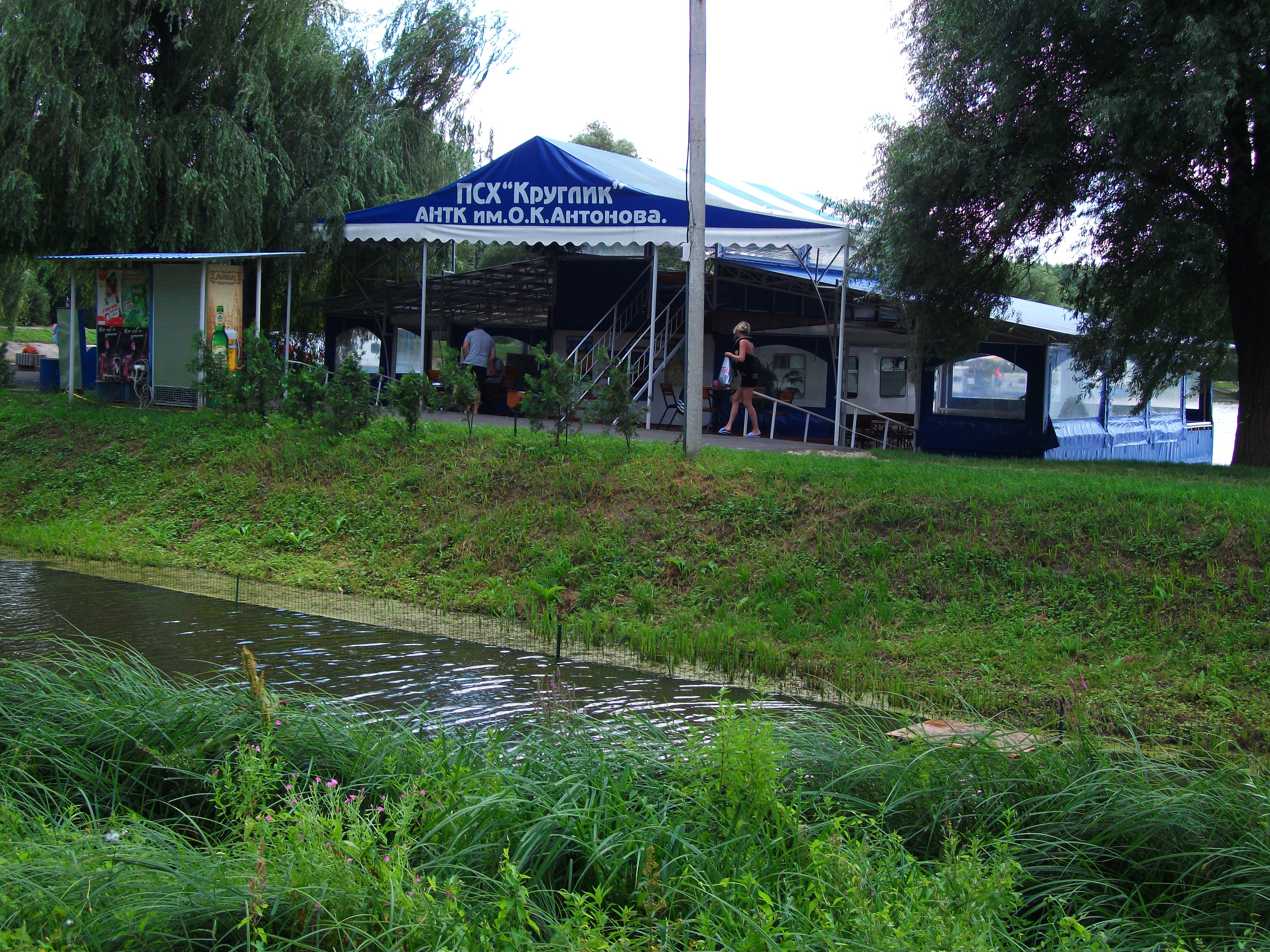
База відпочинку
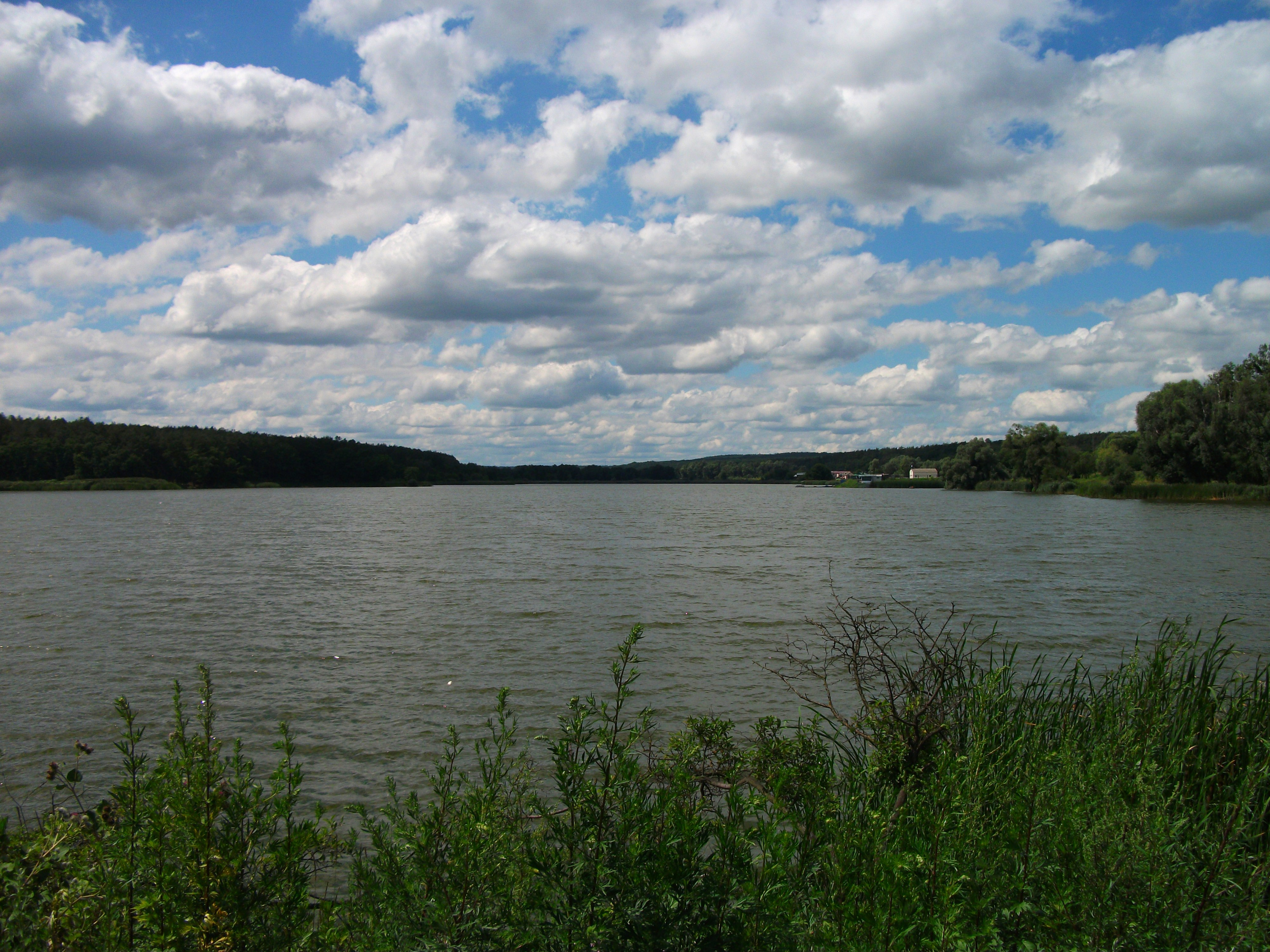
Озеро
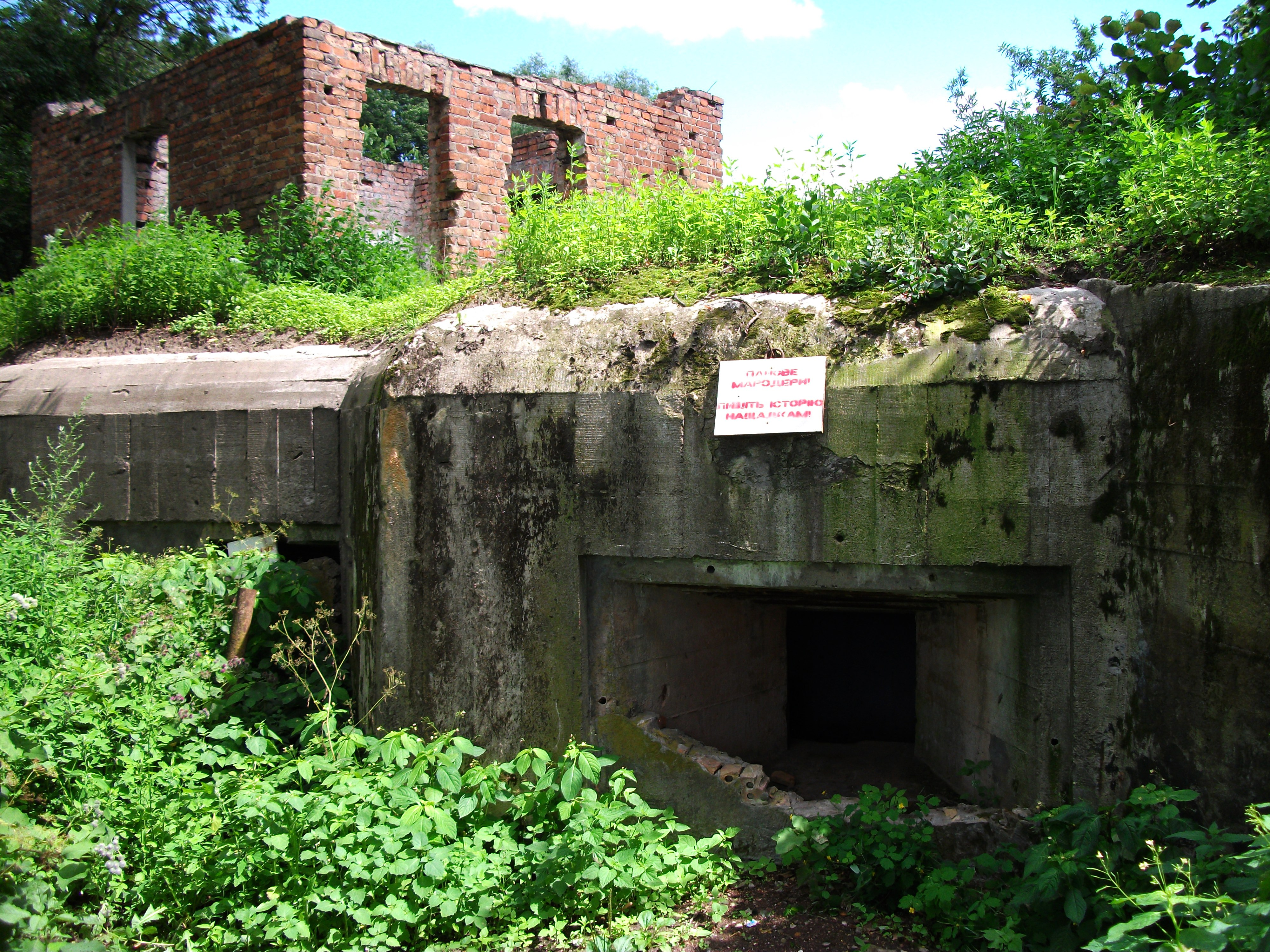
Дот № 176
В'їзд до котеджного-комплексу
Південно-східний берег Нижнього озера